# Ischgl (Meteorit)
Koordinaten: 47° 1′ 34,8″ N, 10° 16′ 24″ O

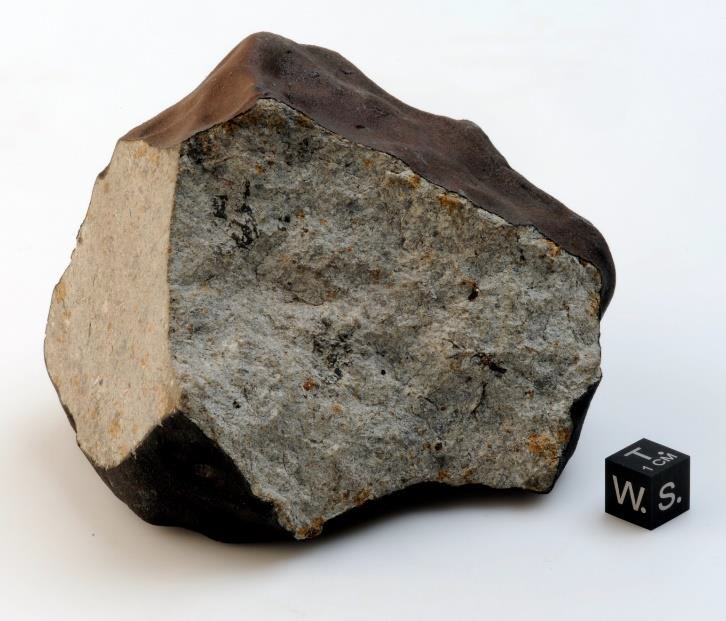
Meteorit Ischgl, NHMW-N9269 vom NHMV, andere Ansicht

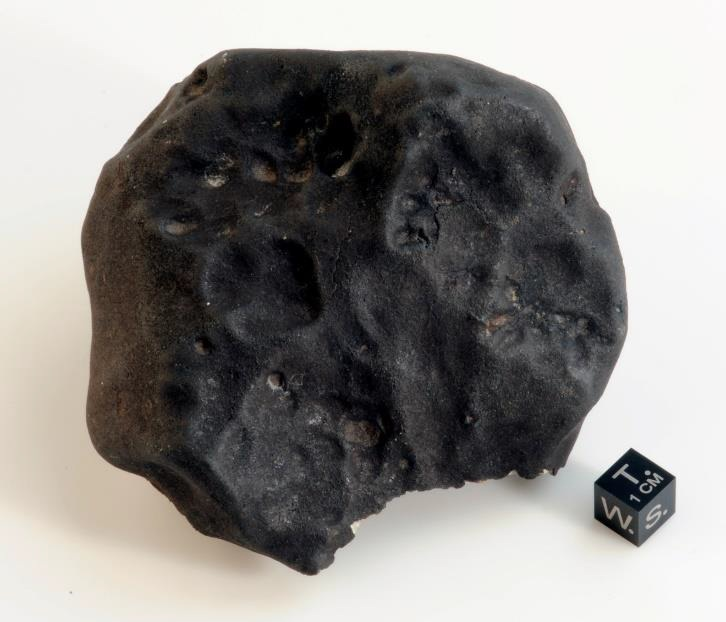
Meteorit Ischgl, NHMW-N9269 vom NHMV, „Rückseite“

Der Meteorit Ischgl ist ein LL-Chondrit, der im Juni 1976 auf einer Bergstraße bei Ischgl in Tirol (Österreich) gefunden wurde. Ein am 24. November 1970 beobachteter Feuerball kennzeichnet mit hoher Wahrscheinlichkeit den Niedergang.

## Fundgeschichte
Im Juni 1976 wurde vom Forstarbeiter Josef Pfefferle bei Aufräumarbeiten nach einem Schneelawinenabgangnabgang auf der Bergstraße oberhalb des Madleinbachs (Madleinlawine)  2 km nordwestlich von Ischgl in ca. 2000 m Höhe ein einzelner schwarzer Stein gefunden.
Nach Angaben des Finders lag der Stein vom Schnee befreit mitten auf der Straße; der etwa faustgroße Stein war wahrscheinlich von der Lawine aus größerer Höhe auf die Straße verfrachtet worden.
Wegen des ungewöhnlichen Aussehens des Steins schöpfte Josef Pfefferle bereits damals den Verdacht, dass es sich um einen Meteoriten handeln könnte. 
Erst nachdem in den Medien über den Fund des bei Reutte in Tirol niedergegangenen Bruchstücks des Neuschwanstein-Meteoriten berichtet wurde, brachte er den Stein 2008 an die Universität Innsbruck, wo er als Meteorit bestätigt wurde.
Im Jahr 2011 hat das NHMV den Stein von seinem Finder erworben (Inventarnr. NHMW-N9269).
Seit November 2012 ist der Ischgl-Meteorit dort im Meteoritensaal ausgestellt.

## Analyseergebnisse

### Physikalische Merkmale
Der Meteorit ist ein einzelner grauschwarzer, frischer Schmelzkrustenstein mit einigen gut definierten Regmaglypten. 
Die Bruchfläche (~8 × 5 cm) der Hauptmasse (ca. 710 g) zeigt eine hellgraue Brekzie mit wenigen Metallkörnern.

### Petrographie
Wie am Dünnschliff erkennbar, weist sie stark rekristallisierte Matrix weist nur einige undeutliche Chondren auf.
Plagioklase (50-100 μm groß) zeigen polysynthetische Verzwillingung. 
Daneben sind geringe Mengen von diopsidischem Klinopyroxen vorhanden. 
Neben Fe-Ni-Metall und Troilit enthalten die opaken Bereiche des Meteoriten auch Chromit, Ilmenit und seltenes Kupfer. Begleitend sind auch Phosphate vorhanden.

### Geochemie
Der Stein enthält Olivin, Pyroxen mit niedrigem Ca-Gehalt und Kamacit (Ni 4,4 tw%, Co 3,4 wt%). Weitere Mineralien sind:
```
Mineral       
mol%

Fayalit
       28.9 

Ferrosilit
    23,8

Wollastonit
   2,1
```

### Schock- und Verwitterungsstatus
Die wellenförmige Feinstruktur (englisch undulatory extinction) der Silikate und die undurchsichtigen (opaken) Schockadern weisen auf eine mäßige Schockmetamorphose hin (Schockstufe S3).
Der offensichtlich von einer Lawine mitgeschleppte Meteorit, der wahrscheinlich Winter vor der Auffindung gefallen ist, wurde mit W0 als Verwitterungsstufe eingestuft. Lediglich auf der Oberfläche wurden einige bräunlich oxidierte Bereiche gefunden, und in Dünnschliffen ist eine leichte Limonitverfärbung (Brauneisenstein) sichtbar.
Der sehr Zustand W0 lässt auf ausgezeichnete Erhaltungsbedingungen und eine relativ kurze Zeitspanne zwischen dem Meteoritenfall und der Bergung schließen.

## Feuerball und Herkunft

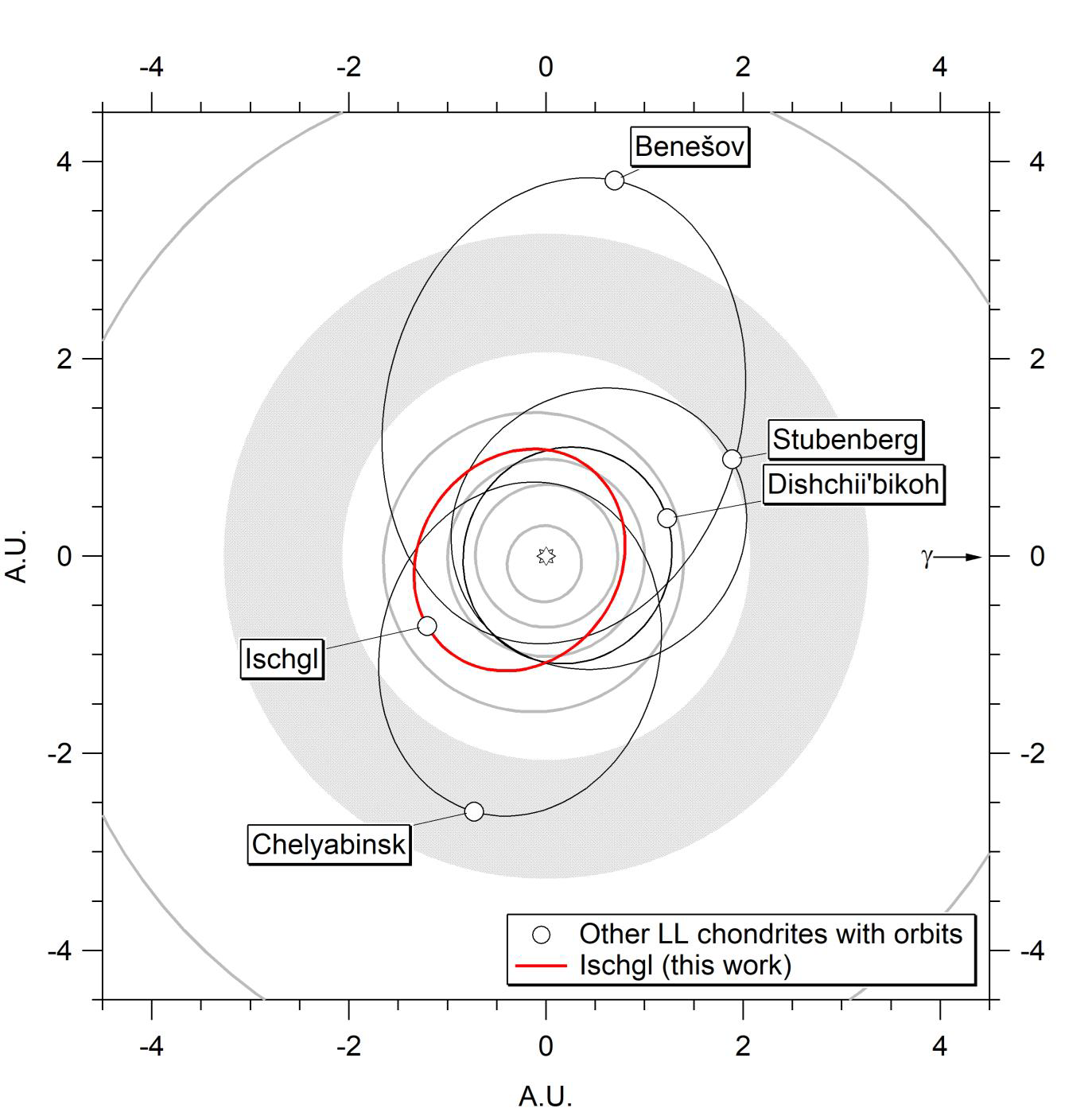
Berechnete Umlaufbahnen der LL-Chondriten inklusive Ischgl (rot), identifiziert mit dem Boliden EN241170

Im Jahr 2024 wurde durch Maria Gritsevich et al. dargelegt, dass die in den frühen Morgenstunden der Nacht vom 23. auf den 24. November 1970 von 10 Meteoritenkameras beobachtete Feuerkugel mit der Bezeichnung EN241170 (alias „Mount Riffler“) höchstwahrscheinlich das Absturzereignis des Ischgl-Meteoriten markiert.
Die Zuordnung des Feuerballs zum Meteoriten erlaubte es, ein theoretisches Streufeld zu bestimmen, obwohl der Fund eines einzigen Exemplars keine faktische Bestätigung dafür gibt.
Mit der Identifizierung ist es zudem möglich, über die physikalisch-chemischen Eigenschaften des Meteoriten hinaus auch die heliozentrische Umlaufbahn (d. h. Zugehörigkeit zum Sonnensystem) und die kosmische Geschichte des Ischgl-Meteoriten zu bestimmen. Für den Feuerball wurde eine ursprüngliches Orbit innerhalb dam des Paneten Mars bestimmt. Damit unterscheidet er sich allerdings von anderen LL-Chondriten wie dem Meteor von Tscheljabinsk unterscheidet, die vom weiter außen gelegenen Asteroidengürtel stammen – nur wenige Meteoriten wie Dishchii'bikoh (USA) stammen aus dem Bereich innerhalb des Marsorbits. Für diese wird vermutet, dass sie jeweils durch eine Nahbegegnung mit einem der inneren Planeten – ähnlich einem Slingshot-Manöver (auch Swing-by genannt) in der Raumfahrt – auf Kollisionskurs zur Erde gebracht wurden.